# Imade Adaulá de Saragoça
Abedal Maleque ibne Amade ibne Hude (em árabe: الملك بن أحمد بن هود; romaniz.: Abd al-Malik ibn Aḥmad ibn Hūd), melhor conhecido pelo nome régio Imade Adaulá (em árabe: عماد الدولة; romaniz.: Imad ad-Dawla), foi membro dos Banu Hude e o quinto da família a reinar na Taifa de Saragoça em 1110. Foi antecedido por Almostaim II e sucedido pelo general almorávida Maomé ibne Alhaje.